# Alfred Amann
Alfred Immanuel Amann (* 20. September 1863 in Bönnigheim; † 1. Februar 1942 ebenda) war ein deutscher Textilunternehmer und Leiter der Firma Amann & Söhne.

## Leben
Alfred Amann kam als drittes von fünf Kindern des aus Saulgau stammenden Garnfabrikanten Alois Amann (1824–1892) und seiner Frau Julie Pauline, geb. Dittmar (1833–1913), Tochter eines Heilbronner Messerfabrikanten, zur Welt. Alfred Amanns Vater führte zusammen mit dessen Geschäftspartner Immanuel Böhringer die gut laufende Nähgarnfabrik Amann & Böhringer in Bönnigheim. Alfred Amann hatte noch vier Geschwister: Bertha (1860–1927), Emil (1862–1935), Gustav (*/† 1865) und Lina (1867–1918).
Zusammen mit seinem älteren Bruder Emil Wilhelm Georg (1862–1935) besuchte Amann zunächst die Bönnigheimer Lateinschule und dann das Gymnasium in Heilbronn, das er 1879 mit dem Einjährigen-Examen abschloss – das Abitur war aus Sicht seines Vaters nichts für einen Kaufmann.
Anschließend absolvierte Amann eine zweijährige kaufmännische Lehre im Stoffhaus Diefenbach-Römer in Darmstadt und arbeitete dann als Kaufmann in einem Stoffhaus in Celle. 1882 zahlte Amanns Vater die Familie seines Geschäftspartners aus und übernahm die Firma alleine. Deshalb kehrte Alfred Amann noch im selben Jahr nach Bönnigheim zurück und nahm zusammen mit seinem Bruder die Tätigkeit in der väterlichen Fabrik auf. Er lernte ein Jahr lang die Produktionsabläufe der Firma kennen und arbeitete an jeder Maschine jeweils mehrere Wochen. 1883 und 1884 musste Alfred Amann seine Tätigkeit für die einjährige Wehrpflicht unterbrechen, die er im Ulanen-Regiment „König Karl“ (1. Württembergisches) Nr. 19 in Stuttgart ableistete.
1884 bekam die Nähseidenfabrik eine eigene Färberei. Alois Amann wollte, dass sein Sohn das Färben erlernte, damit die Firma nicht auf fremde Hilfe angewiesen sei. Amann absolvierte daher in Lyon, London und schließlich in Krefeld eine umfangreiche Ausbildung zum Färber. Nach seiner Rückkehr wurde er 1888 technischer Direktor des Unternehmens, während sein Bruder Emil als kaufmännischer Direktor für den Handel und die Repräsentation im Ausland zuständig war. 1891 heiratete Amann Julie Hauck (1871–1943), älteste Tochter des Heilbronner Zigarrenfabrikanten und Politikers Gustav Hauck. Das Paar bezog im Jahr 1900 die neu erbaute Villa Amann.

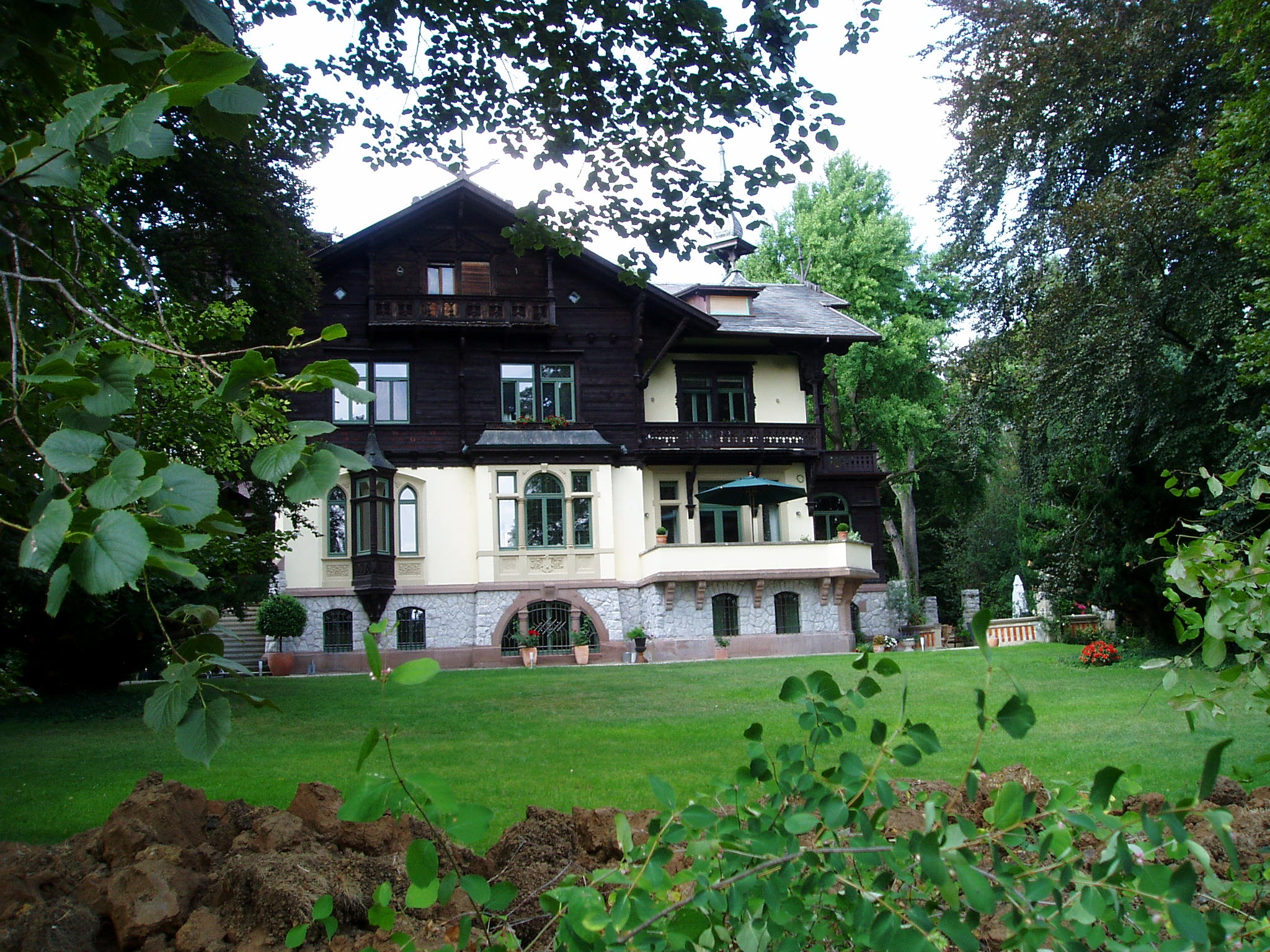
Villa Amann, Wohnsitz von Alfred und Julie Amann in Bönnigheim

Nach dem Tod des Vaters im Jahr 1892 führten Alfred und Emil Amann die Firma gemeinsam, bis Emil Amann 1917 aus dem Unternehmen ausstieg und als Privatier nach Wiesbaden übersiedelte. Alfred Amann führte das wachsende Unternehmen nun alleine weiter. Er ergänzte das Unternehmen 1921 um eine moderne Färberei und stellte seit 1923 merzerisiertes Baumwollgarn und seit 1925 Handarbeitsgarn aus Kunstseide her.
1910 adoptierten Alfred und Julie Amann die fast zweijährige Waise Ilse Helene Agnes (1908–1977). Sie heiratete 1930 Alfred Pielenz (1898–1989), Sohn von Gustav Pielenz und Vorstandsmitglied der Heilbronner Knorr AG. Pielenz trat 1931 als Teilhaber bei Amann & Söhne ein und bewährte sich so gut, dass Alfred Amann sich 1933 aus der Firma zurückzog und sie an seinen Schwiegersohn übergab.
Alfred Amann starb 1942 an Prostatakrebs. Zusammen mit seiner Frau Julie liegt er im Familiengrab auf dem Bönnigheimer Friedhof.

## Soziales Engagement und Ehrungen

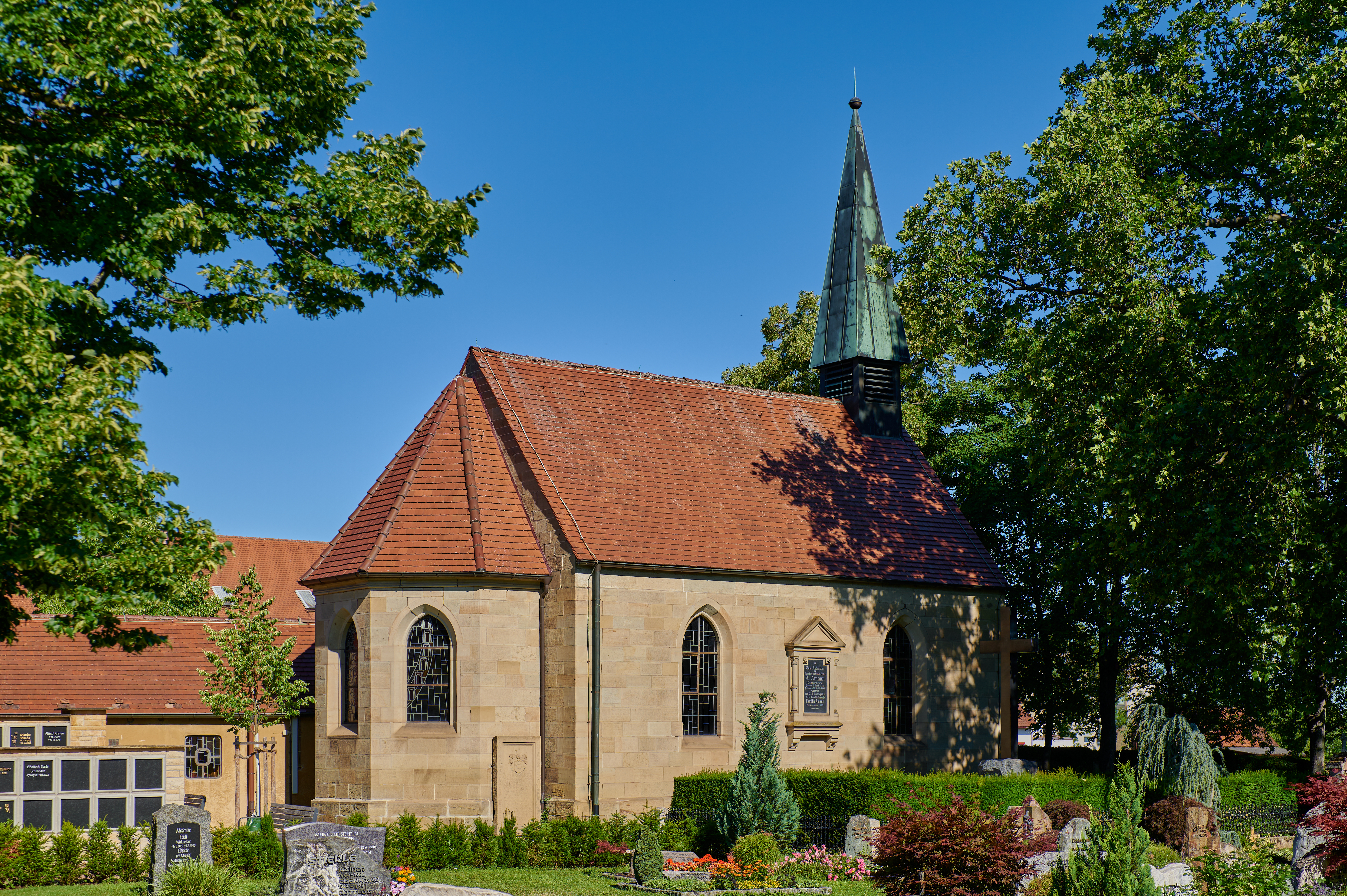
Von der Familie Amann gestiftete Friedhofskapelle in Bönnigheim

Alfred Amann engagierte sich, inspiriert von seinem Schwiegervater Gustav Hauck, sozial. 1893 stiftete er zusammen mit seinem Bruder und seiner Mutter der Stadt Bönnigheim die Friedhofskapelle. 1902 ließ er ein öffentliches Schwimmbad errichten, das er 1933, anlässlich seines 70. Geburtstags, nochmals erweitern und renovieren ließ. Zudem ließ er eine Turn- und Festhalle bauen, die 1935 eingeweiht wurde. 1912 stiftete er der Stadt Bönnigheim ein modernes Schulgebäude für eine Realschule (Kirchheimer Straße 36, heute eine Kindertagesstätte), sowie 2000 Reichsmark für arme, begabte Schüler. Anlässlich der Hochzeit seiner Tochter 1930 stiftete er außerdem einen Neubau für die Volksschule (1987 abgebrochen). Während der Inflation, als die Produktion von Nähgarn einbrach, ließ Amann 1921 seine Angestellten einen Waldweg zur Erschließung des Bönnigheimer Stadtwaldes anlegen.
Seine Frau Julie beteiligte sich an Amanns sozialem Wirken: sie kümmerte sich um die von der Betriebskrankenkasse versorgten Kranken des Werkes, gründete 1908 einen Suppenverein und leitete den örtlichen Diakonissenverein.
1923 wurde Amann anlässlich seines 60. Geburtstags Ehrenbürger von Bönnigheim, 1931 wurde eine Straße nach ihm benannt. Außerdem gibt es den „Alfred-Amann-Weg“, einen Wanderweg rund um Bönnigheim.